# سالی هاوکینز
سالی سیسیلیا هاوکینز (به انگلیسی: Sally Cecilia Hawkins) (زادهٔ ۲۷ آوریل ۱۹۷۶) یک بازیگر زن انگلیسی است که تاکنون ۱ بار برندهٔ جایزه‌گلدن‌گلوب و ۲ بار نامزد دریافت جایزه اسکار شده است.
سالی سیسیلیا هاوکینز پس از فارغ التحصیلی از آکادمی سلطنتی هنر دراماتیک ، کار خود را به عنوان بازیگر صحنه در تولیداتی مانند رومئو و ژولیت (با بازی ژولیت ) ، تبلیغات زیاد درباره هیچ چیز و رویای یک شب نیمه تابستان آغاز کرد . اولین نقش اصلی او در فیلم Mike Leigh 's All or Nothing در سال 2002 بود. او کار خود را با لی ادامه داد و در نقش مکمل در Vera Drake (2004) ظاهر شد و در Happy-Go-Lucky (2008) بازی کرد که به خاطر آن برنده چندین جایزه از جمله جایزه گلدن گلوب بهترین بازیگر زن و خرس نقره ای بهترین بازیگر زن شد. او در فیلمهای معروف دیگری مثل پرندگان عشق و پدینگتون بازی کرده است .

## زندگی شخصی
هاوکینز در مصاحبه ای در ژانویه 2018 فاش کرد که از بیماری لوپوس رنج می برد . او همچنین نارساخوان است. از دسامبر سال 2020 ، او در رابطه نیست.

## گزیدهٔ نقش‌آفرینی‌ها

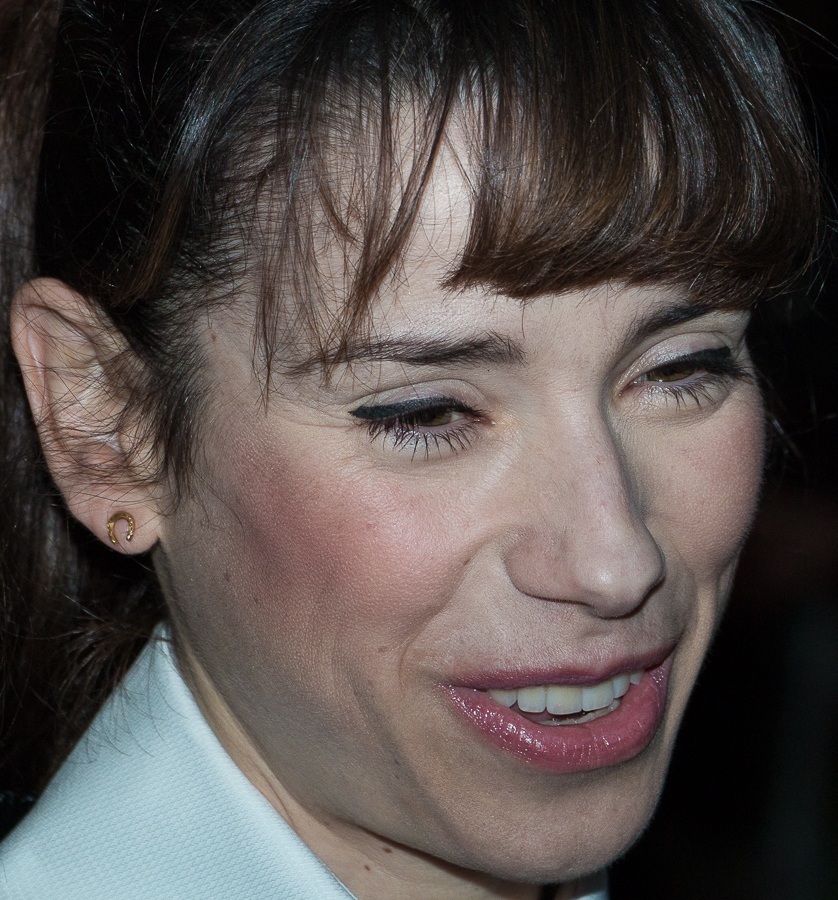
هاوکینز در سال ۲۰۱۴

- ۱۹۹۹ - جنگ ستارگان اپیزود اول: تهدید شبح
- ۲۰۰۲ - همه یا هیچ
- ۲۰۰۳ - بایرون
- ۲۰۰۴ - ورا دریک
- ۲۰۰۴ - کیک لایه‌ای
- ۲۰۰۵- انگشتر
- ۲۰۰۷ - رؤیای کاساندرا
- ۲۰۰۷ - دابلیو. دلتا. زد
- ۲۰۰۸ - بی‌غم
- ۲۰۰۹ - درس‌آموزی
- ۲۰۱۰ - هرگز رهایم مکن
- ۲۰۱۰ - زیردریایی
- ۲۰۱۱ - جین ایر
- ۲۰۱۲ - آرزوهای بزرگ
- ۲۰۱۳ - یاسمن پژمرده
- ۲۰۱۴ - گودزیلا
- ۲۰۱۴ - پدینگتون
- ۲۰۱۶ - مائودی
- ۲۰۱۷ - شکل آب
- ۲۰۱۷ - پدینگتون ۲
- ۲۰۱۹ - گودزیلا: پادشاه هیولاها
- ۲۰۲۱ - اسپنسر
- ۲۰۲۳ - وانکا